# Gmina Bilje
Gmina Bilje (chorw. Općina Bilje) – gmina w Chorwacji, w żupanii osijecko-barańskiej.

## Miejscowości i liczba mieszkańców (2011)
- Bilje - 3613
- Kopačevo - 559
- Kozjak - 60
- Lug - 764
- Podunavlje - 1
- Tikveš - 10
- Vardarac - 630
- Zlatna Greda - 5